# Puchar Chin w piłce nożnej (2006)
Puchar Chin w piłce nożnej mężczyzn 2006 – rozgrywki mające na celu wyłonienie zdobywcy Pucharu Chin, który zakwalifikuje się tym samym do Azjatyckiej Ligi Mistrzów. Po raz czwarty w historii tytuł zdobyła drużyna Shandong Luneng Taishan.
Rozgrywki składały się z 5 rund:
- 12 meczów pierwszej rundy,
- 8 meczów drugiej rundy,
- dwumeczów 1/4 finału,
- dwumeczów 1/2 finału,
- meczu finałowego.

## Pierwsza runda
Mecze odbyły się 15 i 16 marca 2006.
| L.p. | Gospodarze               | Wynik          | Goście             |
| ---- | ------------------------ | -------------- | ------------------ |
| 1    | Shanxi Luhu              | 0-1            | Tianjin Teda       |
| 2    | Zhejiang Greentown       | 2-1            | Qingdao Jonoon     |
| 3    | Inter Xi’an              | 2-0            | Beijing Hongdeng   |
| 4    | Jiangsu Sainty           | 5-0            | Changchun Yatai    |
| 5    | Shenzhen Kingway         | 2-0            | Shanghai Kangbo    |
| 6    | Guangzhou Pharmaceutical | 1-0            | Nanchang Bayi      |
| 7    | Liaoning FC              | 1-2            | Shenyang Ginde     |
| 8    | Wuhan Optics Valley      | 0-1            | Shanghai United    |
| 9    | Chongqing Lifan          | 2-2            | Henan Construction |
| 10   | Qingdao Hailifeng        | 1-0            | Chengdu Blades     |
| 11   | Hunan Billows            | 0-3 (walkower) | Nanjing Yoyo       |
| 12   | Shanghai Shenhua         | 3-0 (walkower) | Yanbian FC         |

## Druga runda
Mecze odbyły się 5 kwietnia 2006.
| L.p. | Gospodarze              | Wynik pierwszego meczu | Goście                   |
| ---- | ----------------------- | ---------------------- | ------------------------ |
| 1    | Dalian Shide            | 4-1                    | Jiangsu Sainty           |
| 2    | Xiamen Blue Lions       | 2-1                    | Guangzhou Pharmaceutical |
| 3    | Inter Xi’an             | 2-1                    | Shanghai United          |
| 4    | Shenzhen Kingway        | 6-1                    | Nanjing Yoyo             |
| 5    | Beijing Guo’an          | 0-2                    | Zhejiang Greentown       |
| 6    | Shanghai Shenhua        | 5-1                    | Henan Construction       |
| 7    | Shandong Luneng Taishan | 5-0                    | Qingdao Hailifeng        |
| 8    | Shenyang Ginde          | 1-1 (k. 3-4)           | Tianjin Teda             |

## Ćwierćfinały
Pierwsze mecze odbyły się 29 czerwca 2006, zaś rewanże 8 lipca 2006.
| L.p. | Gospodarze       | Wynik pierwszego meczu | Wynik drugiego meczu | Goście                  |
| ---- | ---------------- | ---------------------- | -------------------- | ----------------------- |
| 1    | Inter Xi’an      | 3-0                    | 2-0                  | Xiamen Blue Lions       |
| 2    | Tianjin Teda     | 1-2                    | 0-1                  | Dalian Shide            |
| 3    | Shanghai Shenhua | 1-2                    | 0-1                  | Shandong Luneng Taishan |
| 4    | Shenzhen Kingway | 2-1                    | 0-2                  | Zhejiang Greentown      |

## Półfinały
Pierwsze mecze odbyły się 12 sierpnia 2006, zaś rewanże 1 września 2006.
| L.p. | Gospodarze         | Wynik pierwszego meczu | Wynik drugiego meczu | Goście                  |
| ---- | ------------------ | ---------------------- | -------------------- | ----------------------- |
| 1    | Inter Xi’an        | 1-3                    | 0-1                  | Shandong Luneng Taishan |
| 2    | Zhejiang Greentown | 1-3                    | 4-3                  | Dalian Shide            |

## Finał
| 18 listopada 2006 19:30 | Shandong Luneng Taishan · Li Jinyu 33' · Han Peng 73' | 2 – 0(1-0) | Dalian Shide | Helong Stadium, Changsha Sędzia: Subkhiddin Mohd Salleh |
|                         |                                                       |            |              |                                                         |

| Shandong | Dalian |

| Shandong:          |    |                     |  |     |
|                    |    |                     |  |     |
| BR                 | 1  | Li Leilei           |  |     |
| OB                 | 25 | Jiao Zhe            |  |     |
| OB                 | 9  | Predrag Pažin       |  |     |
| OB                 | 5  | Shu Chang           |  |     |
| OB                 | 27 | Wang Liang          |  |     |
| PO                 | 18 | Zhou Haibin         |  |     |
| PO                 | 20 | Cui Peng            |  | 81' |
| PO                 | 8  | Aleksandar Živković |  |     |
| PO                 | 10 | Zheng Zhi           |  | 69' |
| NA                 | 29 | Li Jinyu            |  | 87' |
| NA                 | 6  | Han Peng            |  |     |
| Zmiany:            |    |                     |  |     |
| OB                 | 2  | Liu Jindong         |  | 87' |
| PO                 | 13 | Wang Yongpo         |  | 81' |
| Trener:            |    |                     |  |     |
| Ljubiša Tumbaković |    |                     |  |     |

| Dalian:    |    |                  |  |        |
|            |    |                  |  |        |
| BR         | 1  | Chen Dong        |  |        |
| OB         | 12 | Wang Sheng       |  |        |
| OB         | 5  | Feng Xiaoting    |  |        |
| OB         | 6  | Zhang Yaokun     |  | 83'    |
| OB         | 20 | Liu Yu           |  |        |
| PO         | 7  | Zhao Xuri        |  | 85'    |
| PO         | 4  | Zhai Yanpeng     |  |        |
| PO         | 8  | Zhu Ting         |  |        |
| PO         | 10 | Miodrag Pantelić |  | 5' 65' |
| NA         | 9  | Zoran Janković   |  |        |
| NA         | 17 | Zou Jie          |  |        |
| Zmiany:    |    |                  |  |        |
| PO         | 26 | Zhang Yalin      |  | 85'    |
| Trener:    |    |                  |  |        |
| Lin Lefeng |    |                  |  |        |